# 人間環境大学附属岡崎高等学校
人間環境大学附属岡崎高等学校（にんげんかんきょうだいがくふぞくおかざきこうとうがっこう、Okazaki High School Attached to University Human Environment）は、愛知県岡崎市稲熊町五丁目にある私立高等学校。設置者は学校法人河原学園。

## 概要

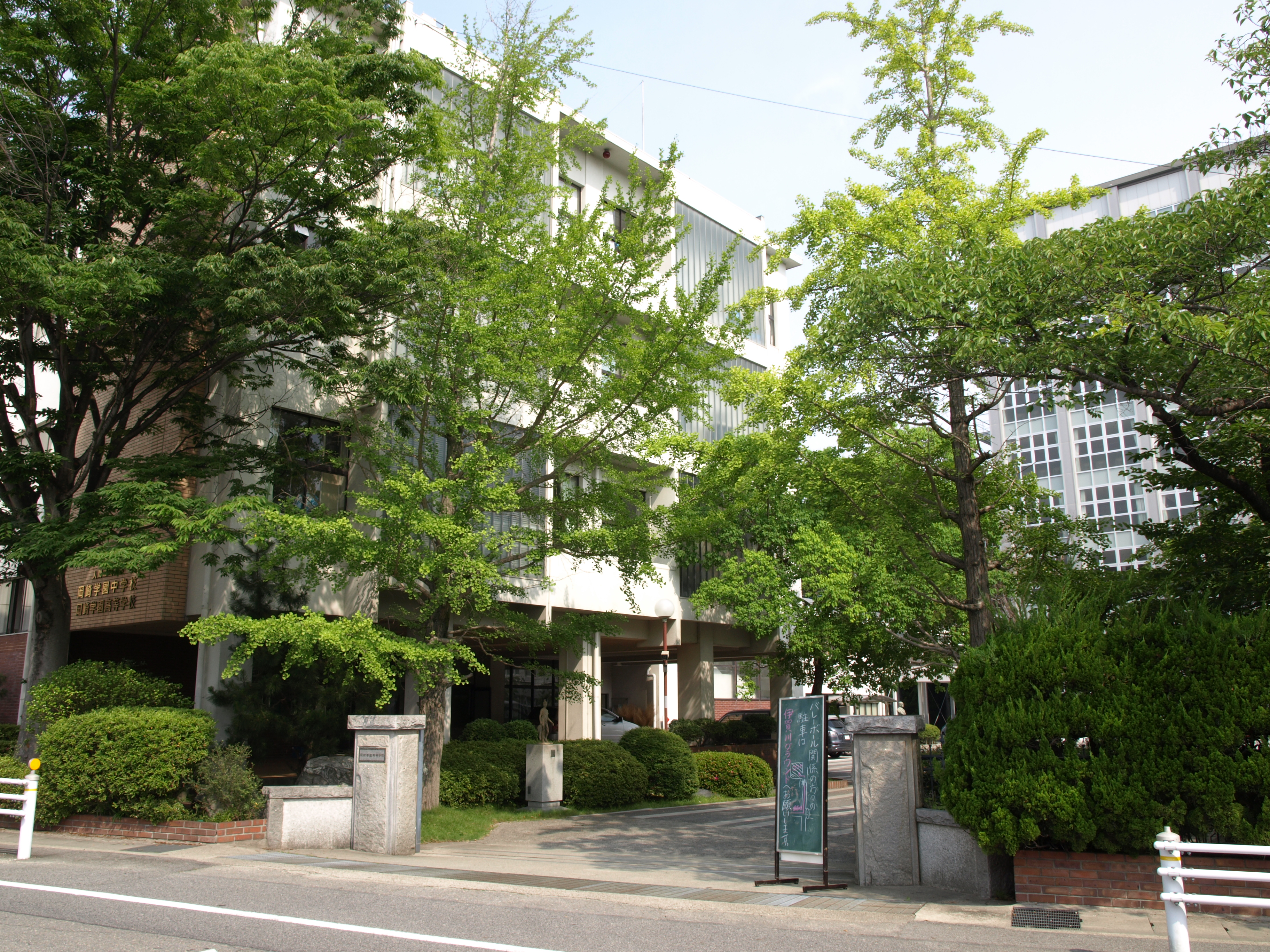
校門

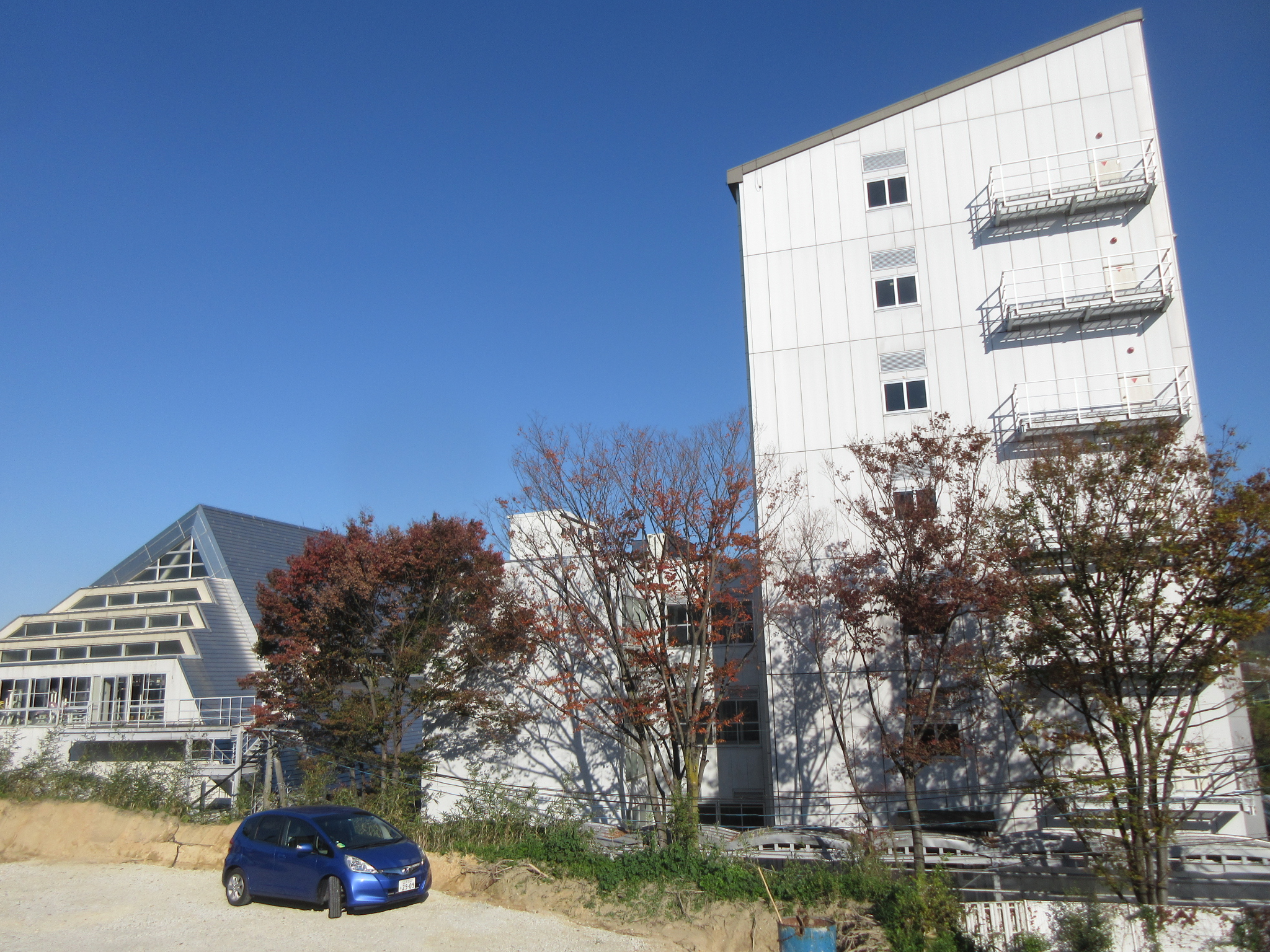
校舎

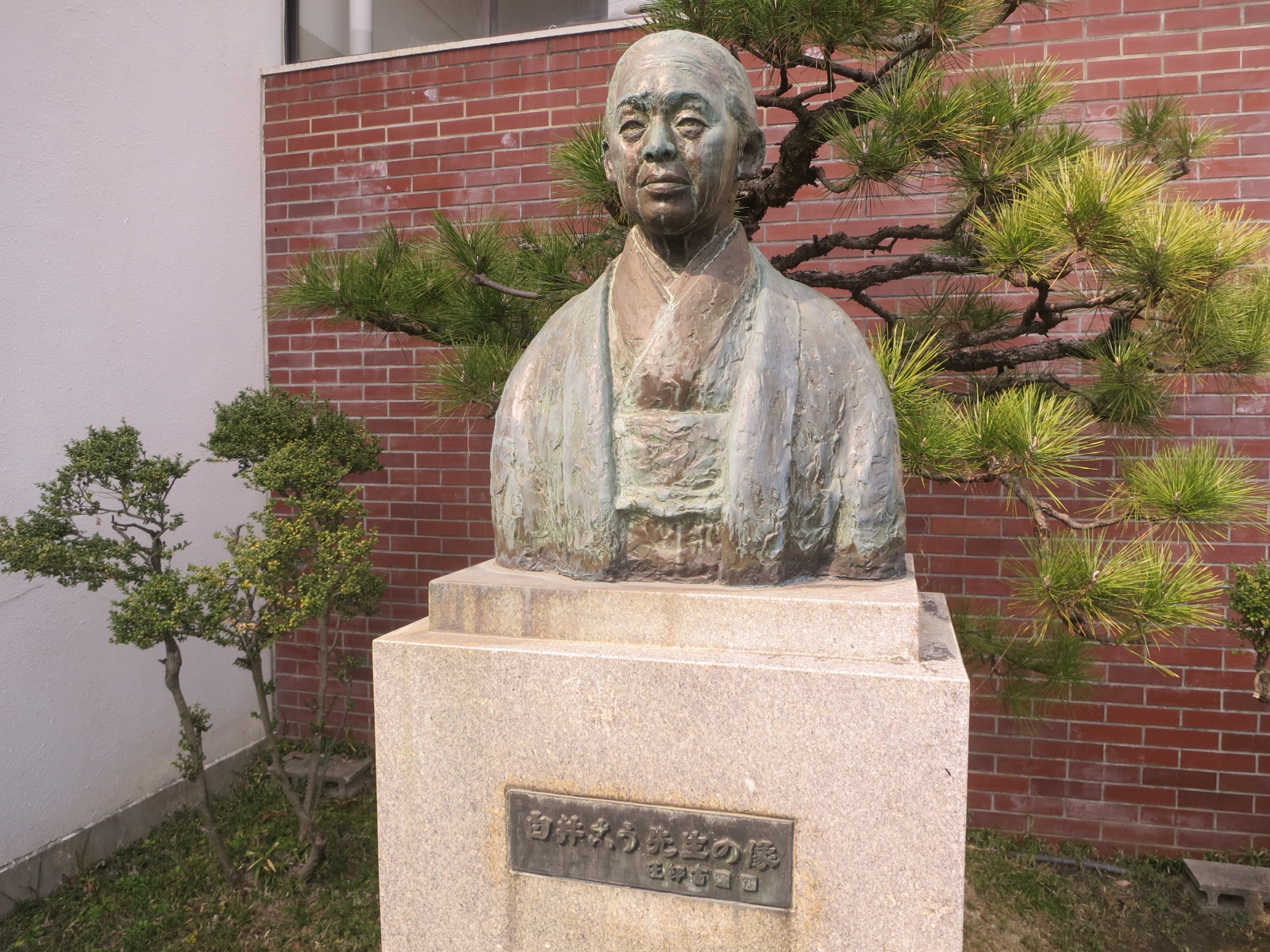
校内にある白井こうの銅像

1906年（明治39年）4月8日、岡崎裁縫女学校として白井こうが創立。同年6月13日、愛知県知事より認可される。
校訓は『「誠・愛」』。
教育目標は『よき個人　よき社会人　よき女性・よき男性』。
教育方針は『「二十一世紀の美しい世界を創造する志を持った若者」の育成。「志の教育」と「知の教育」』。
人間環境大学の系列校であり、2022年（令和4年）4月より校名に再び『人間環境大学』を付加し、『人間環境大学附属岡崎高等学校』と改称した。
学科は普通科のみで、『特進コース』『進学コース』の2つのコースがある。
例年、5月に遠足、6月に体育大会、9月に文化祭が行われているが、他校生徒の招待は認めていない。春休み前に球技大会も行われている。2年次の修学旅行では沖縄に行っている。
8階建ての『黎明館』と呼ばれる校舎がある。二基のエレベーター、車いすの生徒も対応できるバリアフリー設備、自動販売機などもある。また、校内には食堂があり、昼と夕方にはパンやサンドウィッチや揚げ物などの軽食や、ラーメン、うどん、カレーライスなども販売している。

## 部活動
女子バレーボール部は、1970年3月に開催された第1回「全国高等学校バレーボール選抜優勝大会」で優勝した。インターハイでは1973年に3位となり、その翌年に準優勝した。1995年にも3位となった。バレーボール部のために『飛翔館』と呼ばれる体育館が作られた。体育館のフロアの老朽化の為、春の高校バレーなどで使われているオレンジコートと同じようなフロアに改修された。
また、女子駅伝部が創部9年目にして2015年（平成27年）の全国高等学校駅伝競走大会に初出場した。
バレーボール部では各地の中学校から特待生として有望な選手をスカウティングし、全員での寮生活をし強化を図っている。2011年（平成23年）からはスポーツ専攻としての学生募集を開始し、女子駅伝部と女子ソフトボール部への特待生募集も行っている。
2019年（令和元年）度より、バレーボール部・駅伝部・ソフトボール部は、すべてのコースから入部できるようになった。

### 運動部
- バスケットボール部（男子）
- 卓球部
- バドミントン部
- ソフトテニス部
- 少林寺拳法部
- 硬式野球部
- フットサル部（男子）
- 陸上競技部
- バレーボール部（女子）
- 駅伝部（女子）
- ソフトボール部（女子）

### 文化部
- 合唱部
- 茶華道部
- 吟剣詩舞道部
- 放送部
- 家庭科部
- 書道部
- 吹奏楽部
- 演劇部
- インターアクト部
- 英会話部
- 漫画研究部
- 美術部
- パソコン部
- ダンス部
- サイエンス部
- 軽音楽同好会
- 空手同好会

## 中学校
かつては中学校を併設していたが、現在休校中になっている。
2005年（平成17年）に創立された新設校であった。
高等学校と同じ敷地内にあり、運動場や体育館等を共同使用していた。
教育目標に『高い「志」を持つ若者を育成する』を掲げ、その具体策として『難関大学合格を目指す中高一貫教育5本の柱』を明示していた。
一日7時間授業と少人数学級で基礎学力を徹底し、外国人教員の授業を通して英語教育に力を入れていた。
開学以来、一度も定員を満たしたことがなく、2005年（平成17年）の開学以来の入学者数は「25人→18人→33人→29人→11人→20人」と定員80人の半数にも到達しない惨憺たる状態が続いていた。こうしたことから、2010年（平成22年）5月に次年度の生徒募集を停止する旨を発表した。在学生全員が卒業した2013年（平成25年）4月1日以降は休校中である。

## 教育方針
難関大学合格と優れた人間形成を目標に五つの柱で構成する。
第一は基礎基本の徹底。第二に自学自習の習慣づけ。第三に英会話力の定着。第四に思いやりの心と「志」を持った人の育成。第五に国際人としての教養の養成。

## 学校行事
| 4月 - 始業式・入学式 - オリエンテーション（1年生） - 宿泊研修（1年生） - 前期リーダー研修 - 面談週間 - 遠足 5月 - 中間考査 6月 - 体育大会 - 期末考査 7月 - 保護者会 - 終業式 - 海外研修（短期） - 夏期補習 | 8月 - 夏期補習 - 第1回オープンスクール 9月 - 始業式 - 合唱コンクール - 文化祭 10月 - 生徒会役員選挙 - 中間考査 - 後期リーダー研修 - 文化講演会または芸術鑑賞会 11月 - 説明体験会 - 期末考査 - 修学旅行（2年生） - 第2回オープンスクール | 12月 - 個別相談 - 保護者会 - 終業式 - 冬期補習 1月 - スキー・スノーボード研修 - 海外研修（中・長期） - 始業式学年末考査（3年生） - 推薦入試 2月 - 一般入試 - 予餞会 - 同窓会入会式・卒業式 - 学年末考査（1・2年生） - 卒業式 3月 - 生徒会役員選挙 - 球技大会 |

## 沿革
- 1906年（明治39年）6月13日 - 『岡崎裁縫女学校』の設置が認可され、愛知県額田郡岡崎町（現 岡崎市）大字連尺59番戸に開校。
- 1913年（大正2年）6月 - 校舎を愛知県額田郡岡崎町梅園町81番戸に移転。
- 1917年（大正6年）9月 - 校舎を愛知県岡崎市門前町100番地に移転。
- 1917年（大正6年）12月 - 『高等科』を設置（『本科』『速成科』と3科体制となる。）。
- 1920年（大正9年）3月 - 『普通科』を増設し、『高等科』を『研究科』と改称。
- 1921年（大正10年）4月 - 『師範科』を増設。
- 1931年（昭和6年）9月 - 『岡崎裁縫女学校』を『岡崎高等家政女学校』に改称。生徒徽章を制定。
- 1948年（昭和23年）3月 - 『岡崎高等家政女学校』を『岡崎家政高等学校』に改称。校舎を現在位置の愛知県岡崎市稲熊町3丁目110番地に移転。
- 1954年（昭和29年）11月 - 『岡崎家政高等学校』を『岡崎女子高等学校』に改称し、『普通科』を増設。
- 1974年（昭和49年）4月 - 敷地内に校舎『本館』が竣工。
- 1981年（昭和56年）4月 - 敷地内に学生寮『若草寮』が竣工。
- 1988年（昭和63年）4月 - 敷地内に体育館『飛翔館』が竣工。『特進コース』を開設。
- 1990年（平成2年）4月 - 『家政科』の募集を停止。
- 1992年（平成4年）4月 - 『岡崎女子高等学校』を『岡崎学園高等学校』に改称。
  - 『岡崎女子短期大学』の付属高校と誤解されやすかったため、改称したとされている。
- 1993年（平成5年） - 『進学コース』を開設。
- 2001年（平成13年）4月 - 『岡崎学園高等学校』を『人間環境大学岡崎学園高等学校』に改称。
- 2002年（平成14年）4月 - 『人間環境大学岡崎学園高等学校』を男女共学化。敷地内に校舎『黎明館』が竣工。
- 2003年（平成15年）12月 - 愛知県岡崎市大岩町に『岡崎学園大岩グラウンド』完成。
- 2005年（平成17年）4月 - 『人間環境大学岡崎学園中学校』開校。
- 2010年（平成22年）5月 - 『人間環境大学岡崎学園中学校』について、2011年（平成23年）度からの募集停止を発表。
- 2012年（平成24年）4月 - 『スポーツ専攻新設』。
- 2013年（平成25年）4月 - 『人間環境大学岡崎学園中学校』休校。
- 2014年（平成26年）4月 - 『人間環境大学岡崎学園高等学校』を『岡崎学園高等学校』に改称。
- 2016年（平成28年）4月 - コース再編（『ベーシック進学コース』（男女）、『スポーツ進学コース』（女）、『特進コースⅠ類』（男女）、『特進コースⅡ類』（男女））。
- 2022年（令和4年）4月 - 『岡崎学園高等学校』を『人間環境大学附属岡崎高等学校』に改称。コース再編（『特進コース』、『進学コース』）。

## 系列校
- 人間環境大学

## 交通
- 名古屋鉄道・名古屋本線 東岡崎駅下車、徒歩で約18分。又は名鉄バス『梅園経由大樹寺（岩中・フタバ産業前）行』に乗車し、『梅園学校前』バス停で下車、徒歩ですぐ。
- 愛知環状鉄道・愛知環状鉄道線 北岡崎駅下車、徒歩で約20分。又は名鉄バス『梅園経由東岡崎駅行』に乗車し、『梅園学校前』バス停で下車、徒歩ですぐ。

## 著名な出身者

### バレーボール
- 細田絵理（デンソーエアリービーズ）
- 都築有美子（トヨタ車体クインシーズ）
- 臼井千景（JTマーヴェラス）
- 高間来瞳（Astemoリヴァーレ茨城）[5]
- 早川京美（ブレス浜松）
- 安田美南（KUROBEアクアフェアリーズ富山）[6]

### その他
- キンタロー。（お笑い芸人)
- 香村慧（フットサル選手）[7]